# SX3
|  | Aquest article tracta sobre el canal de televisió. Si cerqueu l'univers i programa infantil, vegeu «Super3». |

El SX3, pronunciat Super3, és un canal de televisió i una plataforma de vídeo a la carta de Televisió de Catalunya per al públic infantil. Va estrenar-se el 10 d'octubre de 2022, en substitució del canal Super3. El canal divideix els continguts en franges d'edat, S3 per a preescolar i X3 per a infants més grans i preadolescents, i prioritza el consum digital davant de l'emissió per televisió. És per això que compta amb un senyal permanentment en directe i en alta definició només accessible en línia, mentre que, per la TDT, entre les 22 hores i les 6 hores s'hi emet El 33, com succeïa amb el seu predecessor.

## Història

### Precedents
El canal Super3 va patir una davallada progressiva d'audiència els seus darrers anys d'existència, alhora que s'hi reduïen els esforços a mantenir la qualitat de la programació, com va reconèixer la mateixa CCMA.
Al mes de juliol de 2020 la CCMA va especular amb la possibilitat de tornar la franja esportiva al Canal 33, eliminant el canal Esport3, i de crear un canal juvenil, en un principi sota el nom Super 3 Z (simulant l'antic 3XL).
A mitjans de 2021, la família del Super3, que servia de continuïtat, va deixar d'emetre's. Llavors, va iniciar-se una convocatòria d'un projecte per a servir-li de substitut, alhora que es plantejava el futur del canal.

### Estrena
El projecte del SX3 va ser anunciat oficialment el setembre de 2022, que pretenia respondre a una demanda de millora d'audiència, de continguts i de qualitat del canal Super3, com va reconèixer la mateixa CCMA. Poc després, el 28 de setembre el canal va tenir una presentació oficial a les instal·lacions de TV3.
Finalment, el 10 d'octubre de 2022 a les 6 del matí es va posar en marxa el canal, tot i que 45 minuts abans de l'estrena oficial es va produir el canvi del canal 33 al SX3, passant a emetre Haikyu!.

### Saló del manga 2022
Del 8 a l'11 de desembre, durant el Manga Barcelona, el SX3 va fer un desplegament amb diverses activitats i propostes. Per primer cop, l'X3 disposaria d'un estand propi amb un espai hologràfic per interactuar amb els protagonistes de les sèries d'anime de l'X3 i també podrien interactuar amb els personatges del Projecte Beta o els presentadors del Ràndom en format virtual. També s'hi van fer sessions amb els actors de doblatge dels diferents animes del canal i una presentació de les novetats de les sèries i pel·lícules del SX3 de la primera temporada del 2023.
A més a més, durant només aquests dies es va obrir un canal pop-up exclusiu en línia on s'hi feien maratons de diverses sèries d'anime, entre les quals Ranma, un anime emès anteriorment al Canal 33 i al K3, però sense censura i novetat en aquesta nova etapa.
A la conferència del dia 10, Laia Servera va anunciar que el 2023 arribarien 100 nous episodis d'El Detectiu Conan, s'estrenarien els animes de Black Clover i Sakura, la caçadora de cartes: les cartes transparents i s'emetrien les pel·lícules de My Hero Academia: El despertar dels herois, My Hero Academia: Missió mundial d'herois, Els guardians de la nit: El tren infinit. A més a més, tornarien al canal la sèrie original de Sakura, la caçadora de cartes, El món d'en Beakman i Ranma, els dos darrers dins L'hora Boomer. També es van anunciar noves estrenes per al mes de febrer, que no es van produir. Tot i que en un principi van establir el límit d'edat del canal als 14, eventualment l'X3 va emetre pel·lícules que el superaven, com la d'Els guardians de la nit i One Piece: Estampida.

### Còmic Barcelona 2023
Aprofitant la fira Còmic Barcelona 2023 i la Setmana Santa es van emetre nombroses pel·lícules anime com ara Bola de Drac Z: La Resurrecció d'en Freezer o One Piece: Estampida entre d'altres. També es va anunciar la data d'emissió dels nous capítols d'El detectiu Conan i es va emetre el capítol 1000 de la versió internacional. Al final d'aquest episodi es va anunciar el retorn de la sèrie One Piece que es va tornar a reemetre des de l'inici el juliol del 2023.

### Saló del manga 2023
Durant el 29 Manga Barcelona es va anunciar l'estrena de la sèrie Naruto en obert. El mateix dia de l'anunci es va preestrenar el primer episodi començant l'emissió regular el dia 13 de desembre. A més a més, durant aquests dies es va obrir un canal pop-up exclusiu en línia on es van emetre les sèries Steins;Gate i Steins;Gate 0 en la seva totalitat per emetre-les posteriorment al canal lineal.

### Tornada de Bola de Drac
Des que va començar a emetre el nou canal, era sabut l'interès per part de TVC de poder tornar a emetre Bola de Drac. A més a més, ja s'hi havien emès algunes pel·lícules de la sèrie. Finalment, el 27 de juny de 2024 es va anunciar l'adquisició dels drets de la sèrie Bola de Drac i Bola de Drac Z, juntament amb la confirmació que s'havia adquirit la sèrie Bola de Drac Super que en aquell moment era inèdita al canal i no s'havia emès mai en català. De la mateixa manera, TV3 i Toei Animation van acordar la cessió gratuïta del doblatge al català per a que la productora japonesa el pogués distribuir internacionalment a altres plataformes. La data de l'anunci va tenir lloc en el 40è aniversari de l'estrena de la sèrie.
L'estrena a 3Cat de la primera sèrie es va produir el 26 de novembre de 2024, mentre que Bola de Drac Z s'hi publicaria el 5 de desembre. No obstant això, i tot i les impressions inicials, no hi va haver ressò de l'estrena al SX3, no es va programar un passi pel canal de televisió ni apareix com a contingut de la seva plataforma a la carta, deixant-lo com a un producte exclusiu de la plataforma 3Cat, tot i que sí que s'ha anunciat oficialment que Bola de Drac Super s'emetria pel canal.

### Tornada al model d'un únic món Super3
A principis d'abril de 2025, el SX3 silenciosament unifica les franges de S3 i X3 de la programació lineal en un sol món "SX3", a jutjar per la mosca i la modificada continuïtat del canal. Això essencialment suposa un retorn al model antic del canal Super3, per causes desconegudes i sense cap explicació oficial. La separació entre dos mons segueix al web, tot i que els vídeos penjats a partir de l'abril compten amb una nova marca d'aigua, "SX3", en comptes de la del logotip del món corresponent. Al mateix temps, el SX3 abandona el seu compte a Twitter (X) per comunicar novetats, enmig de crítiques per les deficients i irregulars promocions de les novetats de la programació.

## Programació
A diferència de l'anterior canal Super3, on tota la programació s'emetia en qualsevol horari sense blocs diferencials segons públic objectiu, el SX3 es divideix en dos: l'S3 per als infants més petits i l'X3 per als grans. Tot i que des de la direcció del canal es mostren reticents a dir edats exactes a causa que la maduració en cada infant pot ser diferent, oficialment es considera que l'S3 arriba fins als 6 anys i l'X3, entre els 7 i els 14. Alguns programes destinats a un públic preadolescent, a partir de 10 anys, consten com a pertanyents a l'X3+.

### S3
L'S3 és la franja dirigida al públic preescolar. Els seus continguts pretenen emfatitzar en l'aprenentatge de valors, el descobriment i la música.

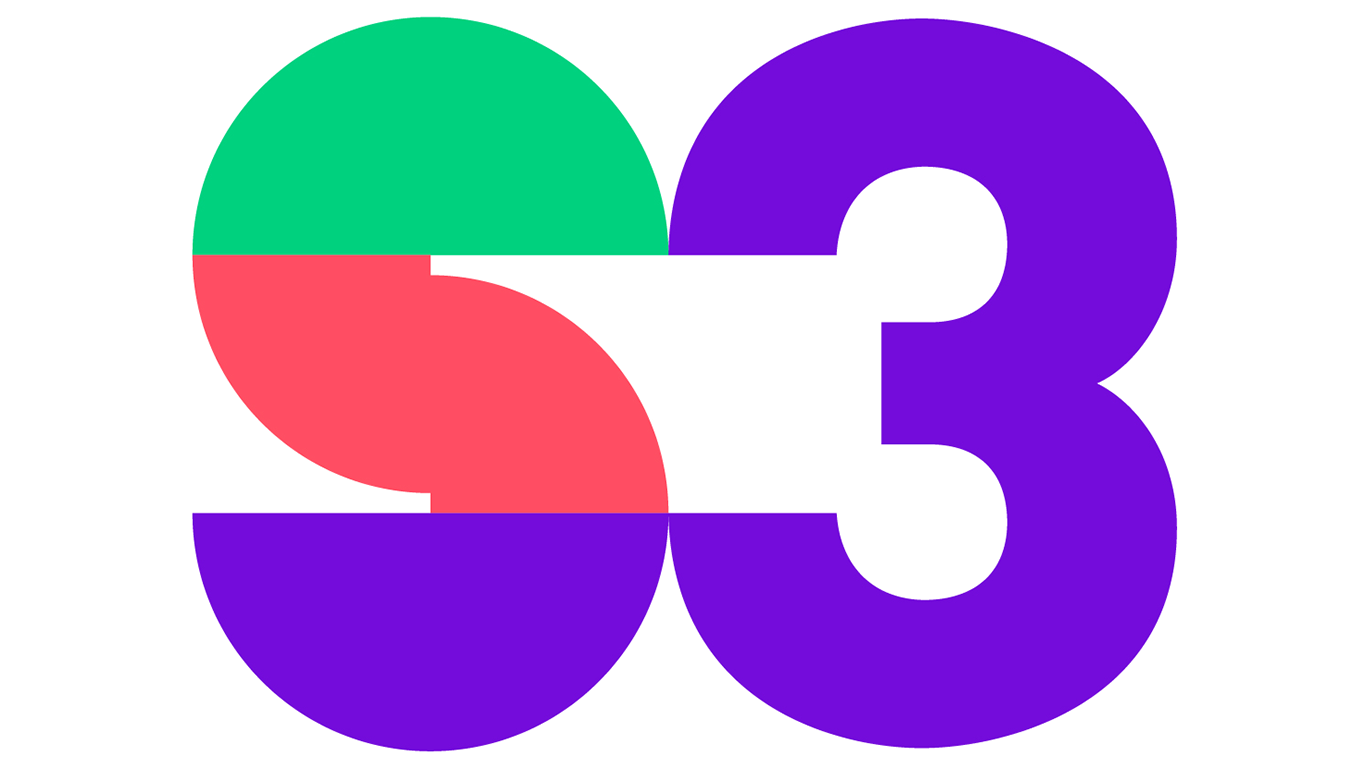
Logotip de l'S3

#### Programes d'estrena
- Titó (10 d'octubre de 2022),[Nota 1] un programa d'acció real on en Titó va d'excursió perquè els infants puguin aprendre sobre aquell lloc. Una part es fa en anglès, a causa de la participació de l'australià John C.
- L'hora de berenar (10 d'octubre de 2022), on es presenten receptes elaborades per alumnes.
- Fa la là (17 d'octubre de 2022), videoclips animats de cançons populars infantils.
- Els contes de la Pinya (29 de juny de 2023), contes clàssics explicats per la veu d'Òscar Dalmau, acompanyat de la seva gosseta caniche, la Pinya.[34]
- El món del Pot Petit (21 de març de 2024), a cada episodi el Pot Petit llança tres daus que serveixen de pistes per l’aventura que viuran en Pau i la Jana dins del mateix Pot.[35][36]
- Chipi Chapi Songs (25 de març de 2024), videoclips animats protagonitzats per animals.
- Looloo Kids (17 de juny de 2024 per internet, 22 de juny de 2024 en lineal)[37]

#### Pòdcasts d'estrena
- Tell me un tale (10 d'octubre de 2022), en format podcast. La contacontes Rebecca June Moon presenta quinze capítols de narracions en anglès.
- 10 minuts de pati (20 de maig de 2024), pòdcast de meditació per als més petits.[38]
- My first big story (20 de maig de 2024), pòdcast de novel·les i històries infantils i juvenils en anglès amb traducció en català per a la mainada.[38]

#### Sèries d'estrena
- Uau Ka Kau (10 d'octubre de 2022), una sèrie amb ninots amb la participació d'IB3.
- Jasmine & Jambo (10 d'octubre de 2022), una sèrie d'animació musical produïda per Teidees en conjunt amb TVC, IB3 i l'ICEC.
- Numberblocks (10 d'octubre de 2022), una sèrie d'animació britànica on els protagonistes representen números.
- Les històries de por de la Masha (24 d'octubre de 2022)[39]
- Les cançons de la Masha (20 de gener de 2023)[40]
- Colourblocks (3 d'abril de 2023)[41]
- Agent Binky: Mascotes de l'univers (23 de juny de 2023)[42]
- Petit (6 de setembre de 2023)[43]
- La fàbrica de somnis dels germans constructors (14 de juny de 2024 per internet, 22 de juny de 2024 en lineal)[37]
- Pop, la ciutat de paper (9 de setembre de 2024)
- La Patrulla Peluda (20 de desembre de 2024 per internet, 21 de desembre de 2024 en lineal)[44][45]

#### Programació recuperada
- Una mà de contes
- MIC
- El xai Shaun
- Els mixets
- Masha i l'os
- Els o-o-ossets
- Les tres bessones
- Yakari
- Pirata i Capitano
- L'abella Maia
- En Grizzy i els Lèmmings
- El grill Apol·lo i les bestioles
- L'Alícia i en Lewis
- WOW! English Method
- Zoom, el dofí blanc
- Els esclataneu
- Els Mosquerrates
- Xavier Enigma i el museu secret
- BabyRiki
- Kiwi
- Comptem amb la Paula
- Leo, el guardabosc
- Oddbods
- Pat, el gos
- Dinotren[46]
- La família Teixó-Guineu
- Pfffirates
- Dot.[47]
- L'Ernest i la Rebecca
- L'hora del Timmy
- Louie
- La Lua i el món

#### Pel·lícules recuperades
Moltes de les pel·lícules recuperades per a l'X3 van destacar-se també a la secció de l'S3, malgrat no ser-ne el públic objectiu.
- Spirit, cavalcant en llibertat: L'esperit de Nadal[48]
- Club Winx. L'aventura màgica
- Robby, Toby i el viatge fantàstic

### X3
L'X3 és la franja dirigida als infants més grans, a partir dels 7 anys o que es considera que ja han superat l'etapa de maduració preescolar. En aquest grup es vol potenciar interacció amb l'usuari, tractant temàtiques diverses que poden ser d'interès als menors o que puguin viure en el seu dia a dia, des dels videojocs a les xarxes socials o l'assetjament escolar.

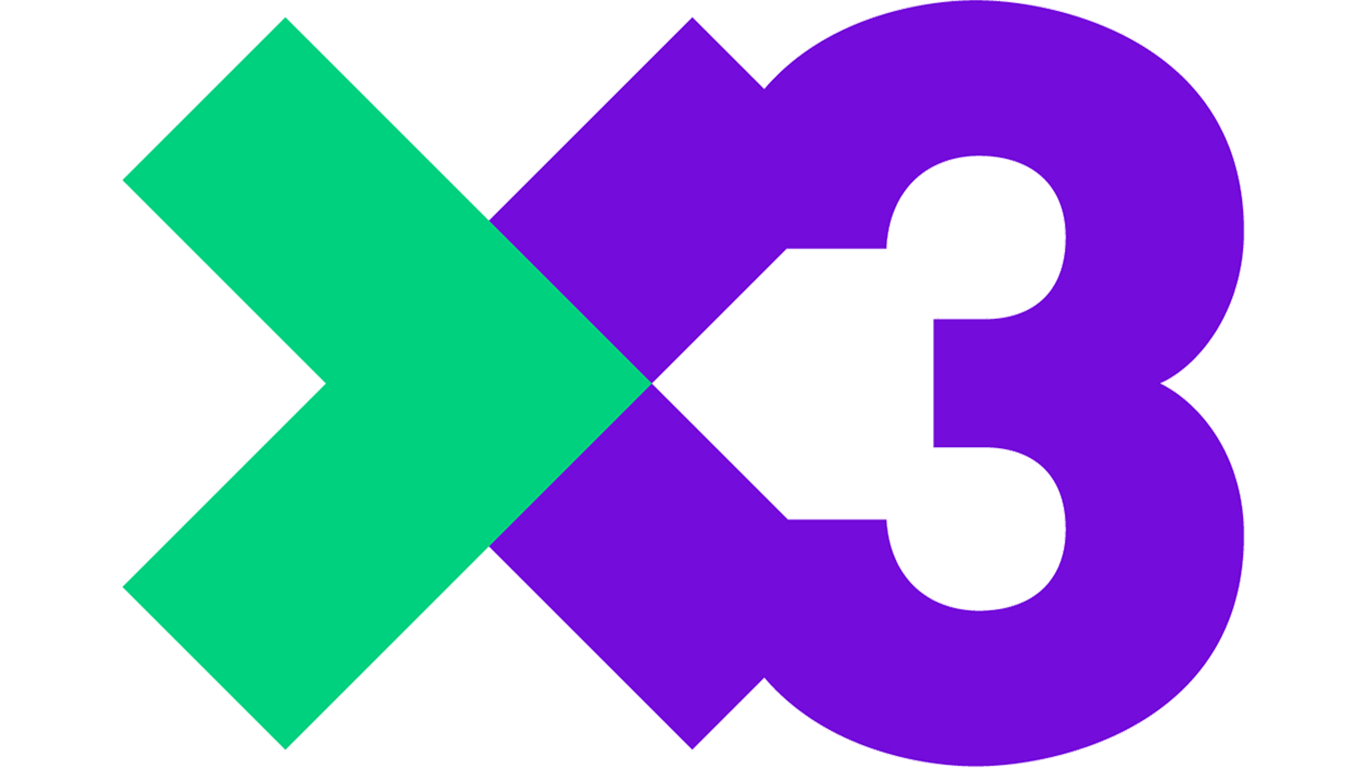
Logotip de l'X3

El públic preadolescent, d'entre els 10 i els 14 anys aproximadament, compta amb un subgrup anomenat X3+. No obstant, aquesta marca ha estat utilitzada inconsistentment, tant per televisió com en les caràtules dels programes a les plataformes digitals. Per a les pel·lícules qualificades com a no recomanades per a menors de 16 anys per l'Institut Català de les Empreses Culturals, les caràtules tenien una màscara on s'hi llegia X3+16, però no es va utilitzar mai per a televisió per redundant, ja que en les emissions ja hi era present la mosca d'edat.

#### Programes d'estrena
- Projecte Beta (10 d'octubre de 2022), una ficció similar a la família del Super3 on quatre joves, la Lola, la Kai, el Grau i el Jan, formen un grup de música anomenat Beta, després de ser reclutats per un ordinador antic.[51] Tenen un pòdcast propi, Betapodcast, on tracten diferents temàtiques i també s'emet linealment. La seva primera cançó, "Creu-me", va fer-se pública el setembre de 2022 i va arribar a obtenir més de 100.000 visualitzacions a Twitter.[52]
- Ràndom (X3+, 10 d'octubre de 2022), un magazín presentat per David Its Me i Maria Bouabdellah de temàtica aleatòria i presentat en directe.
- L'hora boomer (10 d'octubre de 2022), una secció d'una hora que recupera programes de la primera era del Club Super3, així com un anime pensat per al públic nostàlgic que el va viure i antics programes de Televisió de Catalunya. Només s'emet digitalment.
- Lara i Kali (X3+, 10 d'octubre de 2022, per televisió el 14 d'octubre de 2022), un programa interactiu que té lloc a diversos paratges naturals de Catalunya, presentat per Lara i la seva gosseta Kali.
- X3 Games (X3+, 31 de desembre de 2022), un concurs on s'enfronten quatre equips formats per les cares conegudes de l'X3 amb nens i nenes. Se'n va fer només un programa.[53]
- InfluenX3r (X3+, 8 de gener de 2023), un projecte pensat per buscar creadors de contingut catalans, presentat per Laia Oli.[54]
- STEM a Mart: Missió Hypatia (X3, abril de 2023), diversos vídeos educatius sobre l'expedició Hypatia.[55]
- No callis! Contra el bullying (X3, 4 de maig de 2023), un espai de debat dels programes "InfoK" i "Ràndom" en què els nens comparteixen les seves preocupacions.[56]
- Kóreo (X3, 19 de maig en digital, 21 de maig de 2023 per TV), un talent show de K-pop.[57]
- Al mar! (X3, 5 de juny de 2023), és un projecte que ensenya activitats nàutiques, la costa catalana i la manera de preservar el seu entorn presentat per Carlota Bruna.[58]
- Git Gud (8 de setembre de 2023), un programa multiplataforma d'humor, videojocs i cultura gamer.[43]
- Manduka Family (29 de setembre de 2023), un concurs on avis i nets cuinen plegats presentat per Paula Alós.[43]
- Tik Tak Factory (16 de desembre de 2023), un concurs de manualitats.[59]
- Cute (11 de gener de 2024), un programa creatiu de roba sostenible presentat per Lildami.[60]
- Fuet (5 de febrer de 2024), un programa divulgatiu d'esquetxos sobre les tradicions i de la història de Catalunya.[61]
- Canvis (27 de febrer de 2024 per internet, 1 de març de 2024 en lineal), un programa d'educació sexual.[62][63]
- Conde i Fonde (21 de març de 2024), el duo protagonista proposa als infants un viatge per entendre millor el món animal.[35]
- Fang! (19 d'abril de 2024), concurs escolar per promoure el català amb una barreja de formats com El gran dictat i Takeshi's Castle presentat per Marc Andreu i Shalana.[35][64]
- Escolta el teu cos (9 de setembre de 2024), programa divulgatiu sobre el cos humà presentat per Salvador Macip i Zene.[65]
- Faraday (31 d'octubre de 2024), programa transmèdia centrat en la ciència en el qual infants de tot Catalunya han de resoldre un repte.[35]

#### Pòdcasts d'estrena

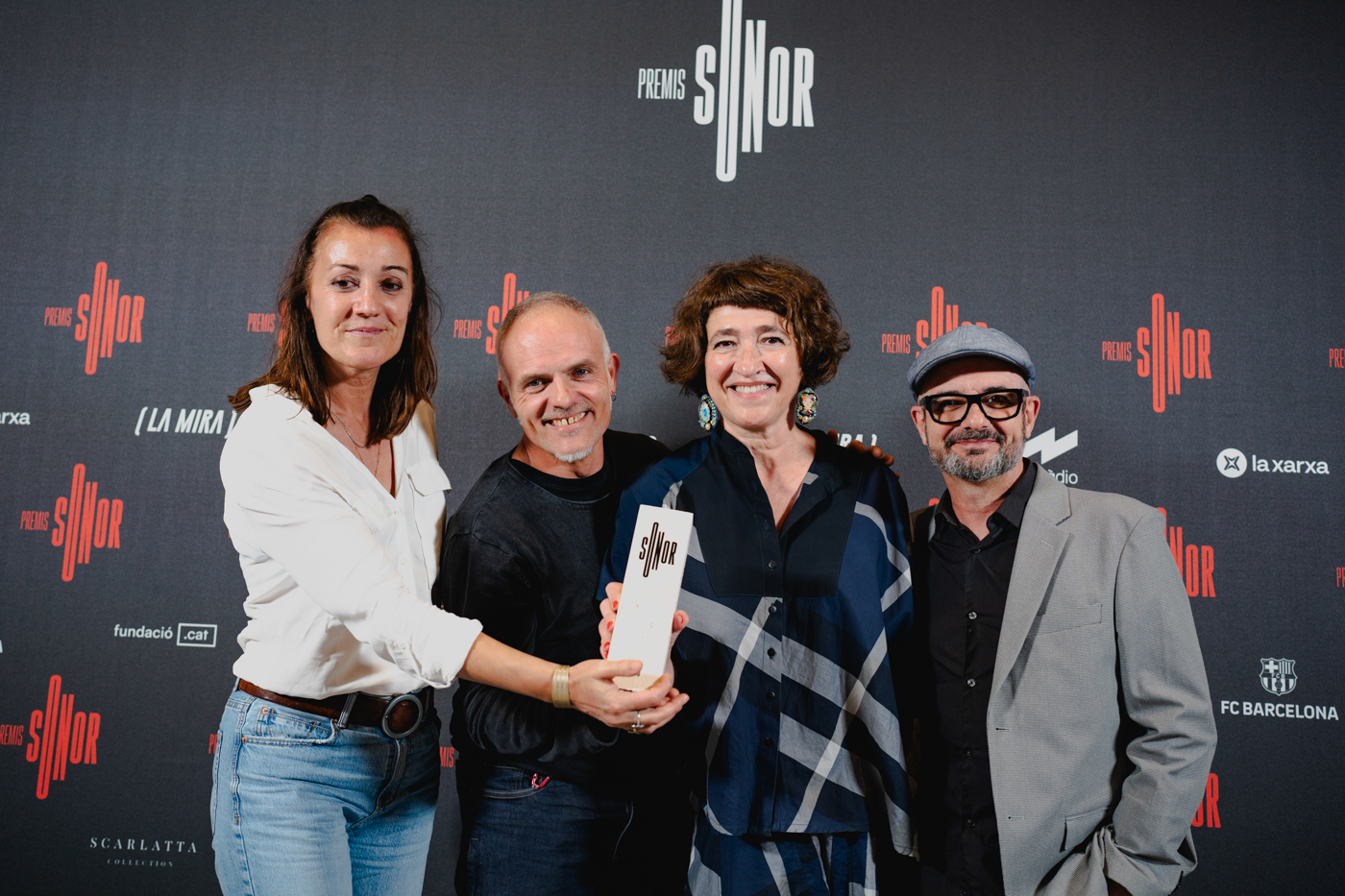
L'equip del pòdcast Som com som, dirigit per Eva Armisén, va rebre el premi Sonor de 2025 al millor pòdcast d'innovació.

- Kids (10 d'octubre de 2022), un pòdcast amb vídeo que recull el millor del panorama de creadors de contingut en català presentat per David Its Me i Farners Pei Hong.
- Superheroïnes de l'esport (X3, 7 de febrer de 2023), un pòdcast sobre els valors de l'esport femení.[66]
- Van fer història (13 de juliol de 2023), col·lecció de vídeo-podcasts de les biografies de personatges interessants de la història.[67]
- Quin guirigall! (30 de setembre de 2023), un vídeo-pòdcast protagonitzat per David Its Me i Farners Pei Hong on entrevisten personatges de les xarxes socials. Programa successor de Kids.
- Em dic Goa (29 d'abril de 2024), és una sèrie documental de 10 capítols en format pòdcast basada en la novel·la "El fil invisible", de Míriam Tirado.[38]
- Som com som (20 de maig de 2024), pòdcast sobre l'Ada, una nena de 8 anys amb timidesa, que troba una manera de comunicar-se i expressar les emocions amb la pintura.[68]
- 365 Per què? (12 de juny de 2024), un conjunt de vídeos de només so per a cada dia de l'any responent a preguntes quotidianes, en el marc de la plataforma educativa de 3Cat SuperCampus.[69][70]
- Els vostres contes. Premi Pilarín Bayés, un seguit de contes creats per infants de primària de tot Catalunya i presentats en diferents edicions del Premi Pilarín Bayés.

#### Sèries d'estrena
- Inazuma Eleven (10 d'octubre de 2022)[71]
- Presto! L'escola de màgia (10 d'octubre de 2022)
- Guardians de la nit: Kimetsu no Yaiba (X3+, 10 d'octubre de 2022)[71]
- Haikyu!! (X3+, 10 d'octubre de 2022)[71]
- Hoodie (X3+, 10 d'octubre de 2022)
- ZombieLars (10 d'octubre de 2022, per televisió el 14 d'octubre de 2022)
- Sense sortida (14 d'octubre de 2022)
- Ideafix i els irreductibles (12 de novembre de 2022)[72]
- Ronja, la filla del bandoler (8 desembre de 2022)[15]
- Theodosia (22 de desembre de 2022)[46]
- El carrer Scream (23 de desembre de 2022)[73]
- Black Clover (X3+, 9 de gener de 2023)[74]
- Mòpies, en col·laboració amb IB3 i À Punt. (X3+, 5 de març de 2023)[75]
- Busca'm a París (X3+, 20 de març de 2023)[76]
- Els 3 de sota: Contes d'Arcàdia (X3+, 22 de març de 2023)[77]
- La colla de la selva al rescat! (1 d'abril de 2023)[41]
- Mags: contes d'Arcàdia (27 d'abril de 2023)[78]
- Dracs: els nou regnes (12 de maig de 2023)[79]
- Sakura, la caçadora de cartes: les cartes transparents (18 de maig de 2023)[74][80]
- Polinòpolis (1 de juny de 2023)[81]
- La mainadera ninja (16 de juny de 2023)[82]
- Inazuma Eleven GO (23 de juny de 2023)[42]
- La colla del camp (24 de juny de 2023)[42]
- Dibuixa amb el Will Sliney (6 de setembre de 2023)[43]
- Com dibuixar còmics amb el Will Sliney (8 de setembre de 2023)[43]
- Jenny (8 de setembre de 2023)[43]
- El món genial del Tom Gates (2 d'octubre de 2023)
- Els hereus de la nit (15 d'octubre de 2023)
- La vida en calçotets (1 de novembre de 2023)
- Què deu ser? (17 de novembre de 2023)[83]
- Steins;Gate (estrena exclusiva per internet el 5 de desembre de 2023; posteriorment relegada a la secció juvenil EVA de 3Cat)[84][85][86]
- Steins;Gate 0 (estrena exclusiva per internet el 8 de desembre de 2023; posteriorment relegada a la secció juvenil EVA de 3Cat)
- Naruto (preestrenat el 7 de desembre de 2023, estrena regular el 13 de desembre)[87]
- El meu amic Marlon (20 de desembre de 2023)
- Heli (20 de desembre de 2023)
- La gateta Arc iris papallona unicorn (23 de desembre de 2023)
- Campus 12 (23 de febrer de 2024 per internet, 28 de febrer de 2024 en lineal)
- Samuel (11 de març de 2024)[35]
- El poble encantat de Pinotxo (25 de març de 2024)
- Kuroko i el bàsquet (26 d’abril de 2024)[88]
- Mascotes sapastres (17 de maig de 2024 per internet, 20 de maig de 2024 en lineal)
- Leo da Vinci (24 de juny de 2024)[37]
- Silverpoint (29 de juny de 2024)[37]
- Animals sapastres (5 d'agost de 2024)
- Les filles del Dad (7 de setembre de 2024)
- Yona, la princesa de l'alba (9 de setembre de 2024)[89]
- La teva mentida a l’abril (23 de desembre de 2024)[90]
- El carreró del misteri (8 de gener de 2025)
- L'Orquestreta (21 de febrer de 2025 per internet, 7 de març de 2025 en lineal)[91][92]
- Superthings: Rivals of Kaboom, Kazoom Power (8 de març de 2025)
- Les tortugues ninja (11 d'abril de 2025)[93]
- Bola de Drac Super (6 de juny de 2025)[94][95]

#### Pel·lícules d'estrena
Aquesta secció conté les pel·lícules el doblatge de les quals s'ha estrenat per primer cop al canal.
- My Hero Academia: Dos herois (X3+, 8 de desembre de 2022)[15]
- Els investigadors i el tresor de les profunditats marines (3 de gener de 2023)
- La Ventafocs i el príncep secret[41] (27 de març de 2023)
- El meu gos és un detectiu[41]
- Mary i la flor de la bruixa (28 de març de 2023)[96]
- My Hero Academia: Missió mundial d'herois (X3+, 30 de març de 2023)[41]
- Digimon Adventure: Last Evolution Kizuna (30 de març de 2023)[41]
- Spycies: Dos espies rebels (30 de març de 2023)[41]
- La colla de la selva al rescat!: El retorn al gel (30 de març de 2023)[97]
- My Hero Academia: El despertar dels herois (X3+, 31 de març de 2023)[41]
- Yokai Watch: La pel·lícula (4 d'abril de 2023)[98]
- La colla de la selva al rescat!: El tresor del vell Jim (10 d'abril de 2023; es pot trobar també en quatre parts en la 1a temporada de la sèrie La colla de la selva al rescat!)
- Steins;Gate: l'àrea de càrrega del déjà-vu (14 de gener de 2024, posteriorment relegada a la secció juvenil EVA de 3Cat)[99]
- El record de la Marnie (6 de juliol de 2024 per internet, 20 de juliol en lineal)[100]
- El vent s'aixeca (6 de juliol de 2024 per internet, 27 de juliol en lineal)[100]
- La princesa Mononoke (3 d'agost de 2024 per internet, 17 d'agost en lineal)[100]
- Kuroko i el bàsquet. Recopilació de la copa d'hivern. L'ombra i la llum (28 d'agost de 2024)
- Kuroko i el bàsquet. Recopilació de la copa d'hivern. Més enllà de les llàgrimes (29 d'agost de 2024)
- Kuroko i el bàsquet. Recopilació de la copa d'hivern. Més enllà de les portes (30 d'agost de 2024)
- L'aprenent de Pare Noel (14 de desembre de 2024)

#### Pel·lícules inèdites al canal
Aquesta secció conté les pel·lícules que ja tenien un doblatge anteriorment però que s'han emès per primer cop tant al SX3 com a les itineracions anteriors (Canal Super3 i K3, però excloent-ne el Canal 3XL).
- Mr. Link
- Wonder
- Miss Potter
- El detectiu Conan: The Scarlet Alibi[101] (X3+)
- El detectiu Conan: La bala escarlata[101] (X3+)
- Buscant la màgica Doremi[46]
- Els guardians de la nit: El tren infinit[46] (X3+16, tot i que es va emetre com a X3)
- Lupin III[46]

- Leo da Vinci: Missió Mona Lisa[41]
- Mazinger Z: Infinity[102]
- One Piece: Estampida[41] (X3+16)
- Bola de Drac Z: La Resurrecció d'en Freezer (X3+)[41]
- Bola de Drac Super: Broly[41]
- El detectiu Conan: Història d'amor a la comissaria (X3+)[103]
- Mortadel·lo i Filemó contra en Jimmy el Catxondo
- El detectiu Conan: La núvia de Halloween
- Tina Superbruixa: Nova aventura d'hivern
- One Piece Film: Red (4 de gener de 2024)[104]
- Hanna i els monstres[35]
- Arrietty i el món dels remenuts (8 de juny de 2024 per internet, 15 de juny en lineal)[100]
- La Ponyo al penya-segat (5 de juliol de 2024 per internet, 6 de juliol en lineal)[100]
- Nausicaä de la Vall del Vent (23 d'agost de 2024 per internet, 24 d'agost en lineal)[100]
- El col·legi dels animals màgics (9 de setembre de 2024)
- La Klara i el Nadal a la granja
- Un intercanvi per Nadal
- El Nadal oblidat
- L'home que va inventar el Nadal
- El detectiu Conan: Black iron submarine (14 d'abril de 2025)
- El detectiu Conan: Black Iron Mystery Train (15 d'abril de 2025)

#### Programació recuperada
- InfoK, en directe.
- Manduka, un programa de cuina presentat per Paula Alós.
- Robin Hood, el trapella de Sherwood
- Kung Fu Panda: Llegendes increïbles
- Kung Fu Panda: Les potes del destí
- Dracs: Cap a nous horitzons
- El detectiu Conan (X3+)
- Yu Yu Hakusho: els defensors del més enllà (X3+, emès dins L'hora boomer)[71]
- Les aventures del Capità Enciam (emès dins L'hora boomer)
- Judes Xanguet i les maniquins (emès dins L'hora boomer)
- D'aventura castigats
- Mike, el magnífic
- Sadie Sparks
- Agència Galàctica
- Els pingüins de Madagascar
- GhostForce
- La pitjor bruixa
- Bestial!
- Sam Fox: Aventures extremes
- George de la jungla
- Les Sisters
- Les misterioses ciutats d'or
- Els germans Kratt
- Perduts a Oz
- Prodigiosa: les aventures de Ladybug i Gat Noir
- Oh! Bongònia (emès dins L'hora boomer)
- Jamie Johnson
- Oliana Molls (emès dins L'hora boomer)
- Teresina S.A. (emès dins L'hora boomer)
- Ranma (X3+, emès al canal pop-up d'anime i a L'hora boomer)[15]
- El món d'en Beakman (emès dins L'hora boomer)
- Sakura, la caçadora de cartes (9 de gener de 2023)[74]
- Vicky, el viking[105]
- Els mini ninges[46]
- Trollhunters: Contes d'Arcàdia
- Artús i els vailets de la Taula Rodona[41]
- Inuyasha (11 d'abril de 2023)[106]
- Hardball
- Els Dalton (10 d'abril de 2023)
- Herois amb cua (3 d'abril de 2023)
- Lucas etc.
- Fora de control
- One piece (3 de juliol de 2023)[107]
- Tres estrelles (emès dins L'hora boomer)
- Bricociència
- Els 422 (només web)
- Les aventures d'en Massagran (només web)
- Lara, què fem? (només web)
- Flying Squirrels (només web)
- Món maker
- Objectiu 2030 (només web)
- Missió Àrtic
- Efecte wow (només web)
- Les noves aventures de Peter Pan
- Les regles de la Floor
- Gos pudent (només web)
- Quatre amics i mig (només web)
- Siyaya. Veniu a explorar (només web)
- Un dramarama total
- Itch
- Marika
- Jo, Elvis Riboldi (només web)
- Els meus veïns pirates
- Super 4[42]
- La casa d'Anubis
- Invizimals (només web)
- Expedient Zack (emès dins L'hora boomer)
- Embruixada (emès dins L'hora boomer)
- InuYasha: L'acte final (30 de novembre de 2023)
- El llibre de la selva
- Bola de Drac (23 de juny de 2025)

#### Pel·lícules recuperades
- La Lego Ninjago pel·lícula
- Astèrix. La residència dels déus[108]
- Animals united[46]
- Nico 2: Germà petit, problema gran[46]
- Blinky Bill, el coala[109]
- El món prodigiós. Xangai, la llegenda de Ladydragon
- Pinotxo i la seva amiga Coco[110]
- Thor: La llegenda del martell màgic[111]
- Xavier Enigma i la pel·lícula secreta. Soc la Senyora Presidenta[112]
- El llibre de la selva: Xafarranxo a la selva[113]
- Paddington 2
- El meu veí Totoro (7 de juny de 2024 per internet, 8 de juny en lineal)[100]
- Kiki, l'aprenent de bruixa (8 de juny de 2024 per internet, 22 de juny en lineal)[100]
- La Haru al regne dels gats (8 de juny de 2024 per internet, 29 de juny en lineal)[100]
- Porco Rosso (6 de juliol de 2024 per internet, 13 de juliol en lineal)[100]
- Murmuris del cor (2 d'agost de 2024 per internet, 3 d'agost en lineal)[100]
- El castell al cel (3 d'agost de 2024 per internet, 10 d'agost en lineal)[100]
- El castell ambulant (24 d'agost de 2024 per internet, 31 d'agost en lineal)[100]
- A la recerca de l'estel de Nadal
- L'aprenent de Pare Noel i el floc de neu màgic

#### Altres
- Beta: Univers Magsys (17 de març de 2023-2 de novembre de 2023), videojoc basat en Roblox amb elements i conceptes artístics inspirats en la cultura, les tradicions i la mitologia catalanes.[114]
- Vila Magsys (2 de novembre de 2023-2024), segon videojoc basat en Roblox que substitueix el primer. L'objectiu del joc és crear una vila més sostenible. Per fer-ho els jugadors han de recollir material per construir les seves pròpies cases i personalitzar-les.[115]
- X3 Manga fou un canal pop-up exclusiu de la pàgina web de la CCMA que emetia només sèries d'anime en motiu del Manga Barcelona 2022 i només mentre durava aquest esdeveniment. Va destacar per suposar el retorn al SX3 de Ranma, i per reemetre sèries estrenades amb el llançament del nou canal com Haikyu!! o Guardians de la nit.[15] L'any 2023 també va emetre però sense aquest nom, simplement amb la marca d'aigua de 3Cat, i només ho va fer per emetre-hi Steins;Gate i Steins;Gate 0 i de 21h a 0h.[22]

## Audiències
El primer dia de l'estrena de la plataforma, va aconseguir 197.000 reproduccions de vídeo i 60.000 usuaris únics. A la TDT, la quota d'audiència global va ser del 0,8%, fins al 15,2% en la franja de 4-12 anys. 255.000 persones van veure en algun moment del dia el canal per la TDT. Aquesta quota no es va poder mantenir durant la resta de la primera setmana, acabant divendres amb un 8,9% per al públic 4-12.
Un cop acabat l'octubre, el canal va fer un 0,5% d'audiència global, repetint el resultat del mes anterior fet pel Canal Super3. Tot i això, el nou canal va tenir 2,2 milions reproduccions de vídeo (un 68% més que al setembre) i va tenir 291.000 usuaris únics (un 56% més que al setembre).
Als sis mesos de l'estrena del canal, Laia Servera va fer-ne un balanç, el qual va ser positiu però amb marge de millora. Al canal digital s'havien muiltiplicat un 40% els usuaris únics i havien. augmentat un 70% les reproduccions de vídeo. Malgrat això, el canal infantil Boing continuava sent líder. Comparant les audiències dels diversos canals infantils al març, Boing va tenir un 15,4% de quota, Clan un 7,3% i el SX3 i Disney Channel van empatar amb un 5,9%. Tot i això, el SX3 acostumava a liderar l'horari de màxima audiència (de 17 a 22h). En canvi, Boing rebia audiències del 100% de 7 a 11 del matí.
El maig del 2023 el SX3 va fer la seva millor audiència entre els nens des del maig de 2018, assolint una quota del 7,5%.
Un any després de la seva estrena, el SX3 va fer la millor quota del nou canal, amb un 10,9% i va ocupar la primera posició, com la més vista del mes en target nens, la qual cosa no passava des de la seva unió amb el Canal 33 l'any 2012.
| Any  | Gener | Febrer | Març | Abril | Maig | Juny | Juliol | Agost | Setembre | Octubre | Novembre | Desembre | Mitjana anual |
| ---- | ----- | ------ | ---- | ----- | ---- | ---- | ------ | ----- | -------- | ------- | -------- | -------- | ------------- |
| 2022 |       |        |      |       |      |      |        |       |          | 0,5%    | 0,5%     | 0,5%     | 0,4%          |
| 2023 | 0,5%  | 0,6%   | 0,6% | 0,6%  | 0,6% | 0,6% | 0,5%   | 0,8%  | 0,7%     | 0,8%    | 0,6%     | 0,8%     | 0,6%          |
| 2024 | 0,7%  | 0,8%   | 0,8% | 0,8%  | 0,8% | 0,7% | 0,7%   | 0,7%  | 0,6%     | 0,6%    | 0,5%     | 0,5%     | 0,7%          |
| 2025 | 0,6%  | 0,7%   | 0,4% | 0,5%  | 0,4% | 0,5% | 0,6%   |       |          |         |          |          |               |